# George Sheldon
George Herbert Sheldon (17 de mayo de 1874 - 25 de noviembre de 1907) fue un saltador estadounidense que compitió en los Juegos Olímpicos de Saint Louis 1904. Su asociación deportiva fue el Muegge Institute, Saint Louis.
Sheldon fue un oftalmólogo de Saint Louis, Missouri. En los Juegos Olímpicos de 1904 ganó la medalla de oro en salto de plataforma, en trampolín de 3 metros. Incluso participó en los Juegos Olímpicos intercalados de 1906. Murió en 1907 de una lesión orgánica del corazón.